# 3-methylbutan-1-ol
3-methylbutaan-1-ol of isoamylalcohol is een alcohol met als brutoformule C5H12O.

## Toepassingen en voorkomen
3-methylbutaan-1-ol komt in kleine hoeveelheden van nature voor in bijvoorbeeld bier, wijn en sterkedrank. Het wordt gevormd door de vergisting van het aminozuur leucine. Op grote schaal kan het gemaakt worden door hydroformylering van buteen-isomeren en aansluitende reductie. 3-methylbutaan-1-ol wordt als oplosmiddel gebruikt en dient als grondstof voor de synthese van geurstoffen. Zo ontstaat 3-methyl-1-butylacetaat, dat een typische bananengeur bezit, door verestering van 3-methylbutaan-1-ol met azijnzuur.